# Paradidyma apicalis
Paradidyma apicalis är en tvåvingeart som beskrevs av Henry J. Reinhard 1934. Paradidyma apicalis ingår i släktet Paradidyma och familjen parasitflugor. Inga underarter finns listade i Catalogue of Life.